# Mathieu Bauderlique
Mathieu Bauderlique est un boxeur français né le 3 juillet 1989 à Hénin-Beaumont. Médaillé olympique en bronze lors des jeux olympiques de Rio en 2016 en poids mi-lourds, le boxeur passe professionnel après les Jeux. 
Après une défaite surprise en début de carrière professionnelle, le Nordiste enchaîne les succès et remporte les titres : le titre de champion de France et la ceinture WBC Francophone en 2018 puis le titre de champion d'Europe EBU des poids lourds-légers en battant le Russe Igor Mikhalkin (en) en septembre 2021. 

## Carrière
Mathieu Bauderlique commence à la boxe très jeune, son père, Eric, ayant pratiqué la boxe dans les années 1980 avec une quinzaine de combats professionnels. Entraîné au Boxing Club d'Hénin-Beaumont par Mohamed Nichane, il devient champion APB (« AIBA Pro Boxing »). Il était également pensionnaire jusqu'en 2011 à l'INSEP dont il a failli être exclu pour son comportement.
Mathieu Bauderlique remporte la médaille de bronze en catégorie des moins de 75 kg aux Jeux méditerranéens de 2009.
Il est champion du monde de l'AIBA Pro Boxing (APB) de la catégorie des moins de 81 kg en septembre 2015 en battant l'Iranien Ehsan Rouzbahani et se qualifie ainsi pour les Jeux olympiques d'été de 2016 à Rio de Janeiro où il est médaillé de bronze.
Après douze victoires chez les professionnels, il connaît sa première défaite le 24 juin 2017 après arrêt de l'arbitre dès le premier round contre l'Italien Dragan Lepei à la salle Salamandre de Pont-Sainte-Maxence (Oise). Après avoir baissé sa garde, il reçoit une droite à la pointe de son menton qui le met à terre. Se relevant difficilement, l'arbitre Christophe Hembert arrête le combat. Bauderlique reconnaît son erreur et son « manque de vigilance contre un boxeur expérimenté ».
Il remporte par décision unanime le titre WBC francophone des lourds-légers le 11 octobre 2018 puis la ceinture WBA inter-continental des lourds-légers le 28 mars 2019. Il défend cette ceinture à deux reprises. Le 10 septembre 2021, il gagne par abandon de son adversaire la ceinture européenne EBU des lourds-légers,.
Le 20 août 2022, il est mis hors combat au quatrième round par le boxeur britannique Callum Smith en demi-finale WBC des poids mi-lourds,.

## Distinctions
- Chevalier de l'ordre national du Mérite le 1er décembre 2016[14]